# Power Horse
Power Horse ist ein Energydrink der seit 2004 eigenständigen Power Horse Energy Drinks GmbH, die 2016 21,7 Mio. Euro Umsatz machte. Es wurde 1994 von dem österreichischen Lebensmittelunternehmen S. Spitz auf den Markt gebracht. 1996 erwarb der Österreicher Alfred Inzinger die Vermarktungs- und Vertriebsrechte und hat bis zu einem Rechtsstreit 2004 das Getränk vertrieben.
In seiner Zeit baute er den arabischen und U.S. Markt auf und konnte den Drink etablieren.
Er sponserte u. a. mit Power Horse das F1 Team Arrows. Er hat den Rechtsstreit verloren,
seit 2004 obliegen sämtliche Rechte der eigenständigen Power Horse Energy Drinks GmbH. Neben der Zentrale in Linz gibt es Tochterunternehmen in Dubai und Mill Valley.

## Produkt
Power Horse wird in Dosen mit 250 ml, 355 ml, 330 ml, 500 ml Inhalt und in 250 ml Glasflaschen angeboten. Es gibt auch eine zuckerfreie Variante. Zusätzlich gibt es auch einen Energydrink mit Cola-Geschmack, die Energy Cola. Das Getränk wird in über 50 Ländern vertrieben.
Jährlich werden in Linz rund 100 Millionen Dosen hergestellt, 99 Prozent davon werden ins Ausland exportiert. Im arabischen Raum und in Afrika ist das Getränk zum Teil stärker vertreten als der Branchenprimus Red Bull (Stand 2010). 2011 waren es bereits 150 Millionen abgefüllter Dosen.

## Inhaltsstoffe
Power Horse enthält Wasser, Taurin, Koffein, Zucker und verschiedene Vitamine. Es soll nach Angaben des Herstellers anregend auf Stoffwechsel, Kreislauf und das Zentralnervensystem wirken und die Leistungs- und Reaktionsfähigkeit verbessern.
Laut Herstellerangaben enthalten 100 ml Power Horse:
- Taurin 400 mg
- Glucuronolacton 200 mg
- Koffein 32 mg
- Zucker 8,6 g
- Glucose 2,1 g
- Inosit 20 mg
- Vitamin B12 0.002 mg
- Vitamin B6 2,0 mg
- Ca-Pantothenat 2,0 mg
- Niacin 8,0 mg

## Gesundheitliche Hinweise
Das Bundesinstitut für Risikobewertung warnte vor gesundheitlichen Risiken, dass beim Konsum größerer Mengen derartiger Getränke im Zusammenhang mit dem Genuss von alkoholischen Getränken unerwünschte Wirkungen nicht ausgeschlossen werden können, insbesondere in größeren Mengen, nicht für Kinder, Schwangere, Stillende und koffeinempfindliche Personen zu empfehlen sind.
Warnhinweise des Herstellers (Etikett)
Der Konsum von mehr als zwei Dosen pro Tag kann der Gesundheit schaden. Es ist insbesondere nicht geeignet für schwangere Frauen, Stillende, Kinder unter 16 Jahren, Personen mit Herzleiden, Bluthochdruck, Diabetes, Koffeinallergie und Personen die gerade Sport treiben.

## Sportmarketing
Power Horse ist aktiv im Sportsponsoring. 1996 war Power Horse Sponsor des Promotor-Teams von Alfred Inzinger, das mit Troy Corser Weltmeister wurde. Als Inzinger die Rechte an Power Horse 1996/97 übernahm, war man Sponsor des Formel-1-Teams Arrows von Tom Walkinshaw. 2011 und 2012 war die Marke Hauptsponsor des Tennisturniers World Team Cup in Düsseldorf, der 2013 noch ein letztes Mal als Einzelturnier ausgetragen wurde. Power Horse ist der Hauptsponsor der Beachsoccer-Meisterschaften und unterstützt Teams und Events in Russland, Brasilien, der Ukraine, Italien, Deutschland, Spanien und den Vereinigten Arabischen Emiraten. 2011 war Power Horse offizieller Energydrink-Partner des deutschen Fußball-Bundesligisten Bayer 04 Leverkusen und des rumänischen Erstligisten Steaua Bukarest. Power Horse war auch der Ausstatter des Straßenradsportteams Team Stölting sowie Co-Sponsor und Partner der World Triathlon Corporation (WTC). In der Saison 2013 war die Marke mit dem Power Horse Triathlon Team am Start.